# マティアス・ラカバ
マティアス・ラファエル・ラカバ・ゴンサレス（Matías Rafael Lacava González,  2002年10月24日 - ）は、ベネズエラ・ミランダ州カラカス出身のサッカー選手。CDトンデラ所属。ポジションはMF。

## 来歴
2013年にスペインに渡り、FCバルセロナの育成組織「ラ・マシア」に入所。当時のラ・マシアのメンバーには久保建英や李昇祐などが所属していた。
しかし、2014年にバルサの未成年者の契約・移籍に関するFIFAの条項違反が発覚。トップチーム以外に下部組織にも一部選手の公式戦出場禁止などの厳しい処分が下され、久保が2015年3月にバルサを退団したのに続き、ラカバをはじめとした、スペイン国外出身の多くのカンテラーノも、バルサを追われることになった。
その後、SSラツィオのユースアカデミーを経て、2019年1月にSLベンフィカのユースチームに入団。しかし、南米U-17選手権出場を経てベネズエラに戻りアカデミア・プエルト・カベージョに入団。7月29日のアラグアFC戦でプロデビュー。8月4日のメトロポリターノスFC戦では、プロ初ゴールを含め2ゴールを決めた。
2022年1月31日、CDトンデラに2021-22シーズン終了までのローン移籍で加入した。

## 代表経歴
2019年にペルーで開催された南米U-17選手権に、U-17のベネズエラ代表として出場した。